# 스몰 페이시스
스몰 페이시스(Small Faces)는 1965년 런던에서 결성된 영국의 록 밴드이다. 이 그룹은 원래 스티브 메리어트, 로니 레인, 케니 존스, 지미 윈스턴으로 구성되었으며 1966년에 이언 맥라건이 윈스턴의 키보디스트를 대신하여 밴드의 키보디스트가 되었다. 이 밴드는 1960년대에 가장 호평을 받고 영향력 있는 모드 그룹 중 하나였으며 "Itchycoo Park", "Lazy Sunday", "All or Nothing" and "Tin Soldier"와 같은 히트곡과 콘셉트 앨범 "Ogdens"의 "Nut Gone Flake"를 녹음했다. 그들은 1969년까지 영국에서 가장 성공적인 사이키델릭 밴드 중 하나로 발전했다.